# Hypotrix
Hypotrix é um gênero de traça pertencente à família Arctiidae.